# Anticoreura patinata
Anticoreura patinata är en fjärilsart som beskrevs av Louis Beethoven Prout 1918. Anticoreura patinata ingår i släktet Anticoreura och familjen tandspinnare. Inga underarter finns listade i Catalogue of Life.